# Сырдарьинская область (Туркестанская АССР)
Сырдарьи́нская о́бласть — одна из шести областей Туркестанской АССР в составе РСФСР. Была образована 30 апреля 1918 года, вместо области с аналогичным названием, которая являлась частью Туркестанского края (генерал-губернаторства) Российской империи. Сырдарьинская область Туркестанской АССР занимала точно ту же территорию, что и Сырдарьинская область Туркестанского края Российской империи. Название области произошло от названия реки Сырдарья — длиннейшей реки Средней Азии.
Сырдарьинская область Туркестанской АССР была упразднена 27 октября 1924 года, а ее территория вместе с остальными регионами Средней Азии разделена между новообразованными союзными республиками в ходе национально-территориального размежевания. Территория Сырдарьинской области была разделена между Узбекской ССР, а также Казахской АССР в составе РСФСР, а также Кара-Киргизской АО в составе РСФСР.
Административным центром и крупнейшим городом области являлся Ташкент, который одновременно являлся столицей и крупнейшим городом всей Туркестанской АССР. Другие крупные города области: Чимкент, Аулие-Ата (ныне Тараз), Казалинск, Перовск (ныне Кызылорда), Петро-Александровск (ныне Турткуль). Область делилась на 5 уездов и 1 отдел: Аулиеатинский Казалинский Перовский Ташкентский и Чимкентский уезды, административными центрами которых являлись Аулие-Ата, Казалинск, Перовск, Ташкент и Чимкент соответственно. В области также существовала особая административная единица — Амударьинский отдел, который в 1920 году был превращен в самостоятельную Амударьинскую область.
С севера и с северо-запада граничила с Киргизской (то есть с Казахской) АССР в составе РСФСР, с северо-востока граничила с Джетысуйской областью Туркестанской АССР, с востока и юго-востока с Ферганской областью Туркестанской АССР, с юга с Самаркандской областью Туркестанской АССР, с юго-запада и запада Хивинским ханством (затем с Хорезмской Народной Советской Республикой и Хорезмской Социалистической Советской Республикой) и Бухарским эмиратом (затем с Бухарской Народной Советской Республикой и Бухарской Социалистической Советской Республикой).
В области проживало примерно полтора миллиона человек. Основную часть населения составляли казахи. Также в значительном количестве проживали русские и каракалпаки, а также таджики, украинцы, сарты, уйгуры и другие. Население в основном исповедовало ислам суннитского толка. Также значительная доля населения исповедовало христианство (в основном православие). Доля русскоязычного населения в данной области являлась одной из самых высоких в Туркестанской АССР.
Основу экономики области составляло промышленность и сельское хозяйство (в основном выращивание овощей и фруктов, хлопка и пшеницы), животноводство, рыболовство (на Аральском море и на реке Сырдарья), шелководство, пчеловодство. Также часть дохода области приносили текстильная промышленность, а также народные промыслы и ремесла, такие как ковроткачество, производство глиняной и керамической посуды и изделий, изготовление ножей, товаров и одежды из кожи и шерсти и тому подобное. Сырдарьинская область являлась одной из самых развитых регионов Туркестанской АССР. 
Западную часть области занимала крупная песчаная пустыня Кызылкум, а также многочисленные степи. Лишь восточная и юго-восточная части области были пригодны для выращивания сельхозпродуктов. С востока и юга область была окружена высокогорьем Тань-Шаня. Крайний запад области омывало Аральское море. По территории Сырдарьинской области протекала длиннейшая река Средней Азии — Сырдарья.